# Kindahus

Kindahus (el. Kinnahus alt. Kindaholm) är en borgruin i Västergötland. Den ligger på en udde där Ätran och Lillån (Kalvån) möts i Östra Frölunda socken i Kinds härad, omkring 20 kilometer norr om gränsen mot Halland.

## Historik
Kindahus var Sveriges sydligaste fäste och anlades troligen omkring 1250, och var då det enda gränsborgen mot det danska Halland. Borgen omtalas första gången 1306 då danske kungen Erik Menved i december 1306 anföll borgen. Kindahus belägrades och förstördes flera gånger, den sista gången av danskarna 1502.
Namnet Kindahus är belagt i Erikskrönikan (ca 1330). I Karlskrönikan (ca 1450) skrivs att Karl Knutsson (Bonde) beordrade att ”... Öresten, Kindaholm...” åter skulle sättas i stånd. Namnet Kindaholm kom således till i mitten av 1400-talet, då borgar och sätesgårdar populärt fick namn på -holm.
Danska trupper under ledning av marsken Claus Rønnow belägrade borgen 1452. Besättningen, bestående av uppbådad allmoge, försvarade sig i fem dagar, men måste till sist lova att ge upp borgen, om den ej fick undsättning före den första augusti.